# تخمة
الشبع أو التُخمة أو البطنة (بالإنجليزية: Satiety) هو حالة من الشبع يتم إشباعها بما يتجاوز نقطة الرضا، وهو عكس الجوع. بعد الشبع (إنهاء الوجبة)، الشبع هو شعور بالامتلاء يستمر حتى الوجبة التالية. عندما يكون الطعام موجودًا في الجهاز الهضمي بعد تناول الوجبة، فإن إشارات الشبع تلغي إشارات الجوع، لكن الشبع يتلاشى ببطء مع زيادة الجوع.
يقع مركز الشبع في الحيوانات في النواة البطنية الإنسية لمنطقة ما تحت المهاد.

## الآلية
تتم الإشارة إلى الشبع من خلال العصب المبهم وكذلك الهرمونات المنتشرة. أثناء تناول الوجبة، يجب أن تتمدد المعدة لاستيعاب هذا الحجم المتزايد. تعمل هذه الإقامة المعوية على تنشيط مستقبلات التمدد في الجزء القريب (العلوي) من المعدة. ثم ترسل هذه المستقبلات إشارة من خلال الألياف العصبية المبهمة إلى منطقة ما تحت المهاد، مما يزيد من الشبع.

## عوامل الإشارة
بالإضافة إلى ذلك، عندما يتحرك الطعام إلى الاثني عشر، تطلق خلايا الاثني عشر مواد متعددة تؤثر على عملية الهضم والشبع. الببتيد الشبيه بالجلوكاجون-1 (GLP-1) هو إنكريتين يفرزه الاثني عشر ويمنع استرخاء المعدة. يؤدي هذا التثبيط إلى زيادة تمدد المعدة، مما يزيد من تنشيط مستقبلات تمدد المعدة القريبة. كما أنه يبطئ حركة الأمعاء عمومًا، مما يزيد من مدة الشبع. يستخدم هذا التأثير لزيادة فقدان الوزن وعلاج السمنة من خلال منبهات الببتيد الشبيه بالجلوكاجون-1. كوليسيستوكينين (CCK) هو الببتيد المعوي الذي ينتجه الاثني عشر استجابة للدهون والبروتينات. الـكوليسيستوكينين له تأثير على إبطاء حركة الأمعاء وزيادة الشبع بالإضافة إلى تنشيط إطلاق إنزيمات الهضم البنكرياسية والصفراء من المرارة.